# 이원재 (경제평론가)
이원재는 대한민국의 경제평론가이다. 2018년 다음세대 정책실험실 <LAB2050>을 설립하고 대표를 맡았다. 싱크탱크 <여시재> 기획이사, 희망제작소 소장, 한겨레경제연구소장, 삼성경제연구소 수석연구원 등을 지냈다.

## 이력
그는 연세대학교 경제학과를 졸업한 후 한겨레신문 경제부 기자를 지냈다. 이후 미국 MIT에서 MBA 과정을 밟았고 귀국 후 삼성경제연구소 수석연구원을 거쳐 한겨레경제연구소의 소장으로서 5년 반 정도 활동하였다. 2014년부터 시민단체 희망제작소 부소장으로 일하다가 2015년 1월 희망제작소 소장이 되었다. 2016년에는 싱크탱크 여시재에 합류해 기획이사를 맡았고, 2018년에는 새로운 싱크탱크 LAB2050을 설립하고 대표를 맡았다. 경제 관련 강연을 하고 토론회에도 참여하였다. 신문에 경제 칼럼을 기고하였으며 MBC, 연합뉴스TV 등에 출연하여 경제 상황에 대해 평론을 하였다.
《한국경제 하이에나를 죽여라》, 《이원재의 5분 경영학》, 《이상한 나라의 경제학》등을 쓴 저술가이기도 하다. 2005년에 출판한 《주식회사 대한민국 희망보고서》는 당시 노무현 대통령에게 요약 보고되고 해당 보고서가 대통령 지시로 청와대 홈페이지에 공개되었다. 또 2013년 10월에 실시된 경향신문의 '뉴 파워라이터 20' 기획에서 '뉴 파워라이터 20인'에 선정되기도 하였다. CEPR(Center for Economic Policy and Reaserch)에서 일한 경험도 있다.
2013년부터 MBC 《신동호의 시선집중》에서 〈오감경제/경제칼럼〉 코너를 진행하였다. 언론인 김종배가 진행하는 팟캐스트 '이슈 털어주는 남자', '시사통 김종배입니다'에 출연한 바 있고, 김종배가2016년부터 TBS '색다른 시선, 김종배입니다'를 진행하게 되자 '10분 경제' 코너에 참여하였다. 또한 'KBS 공감토론'에 패널로 참여해 매주 목요일 토론을 벌였다.

## 학력
- 연세대학교 경제학과 학사
- 매사추세츠 공과대학교(MIT) 슬론경영대학원 MBA

## 경력
- 한겨레신문 경제부 기자
- 삼성경제연구소 수석연구원
- 한겨레경제연구소장
- 2012년 안철수 '진심캠프' 정책기획팀장[18]
- 희망제작소 소장
- 여시재 기획이사
- 랩2050 대표이사

## 저서
- 《주식회사 대한민국 희망보고서》. 원앤원북스. 2005년. ISBN 8990966426
- 《한국경제 하이에나를 죽여라》. 더난출판사. 2007년. ISBN 9788984054257
- 《이원재의 5분 경영학》. 한겨레출판사. 2009년. ISBN 9788984313606
- 《이상한 나라의 경제학》. 어크로스. 2012년. ISBN 9788997379019
- 《이상한 나라의 정치학》. 한겨레출판사. 2013년. ISBN 9788984316928
- 《아버지의 나라 아들의 나라》. 어크로스. 2016년. ISBN 9788997379804

## 참고 자료
- 여시재 보관됨 2017-02-12 - 웨이백 머신
- LAB2050
- 미래에서 온 도자기 파편, 기본소득ㅣ홍기빈 칼폴라니사회경제연구소 소장. LAB2050. 2019년 4월 10일.
- (김준일의 핫6)“기본소득 주장 아니고 수학” 국민기본소득제 제안한 LAB2050 이원재 대표. 국민TV. 2019년 11월 14일.
- (김경래의 최강시사) "증세 없이, 전 국민에게 기본소득 월 30만원씩 지급 방안 있다니까요!"- 이원재 대표(랩2050). KBS. 2020년 6월 10일.